# Hockey Roller Club Monza 2013-2014
Questa voce raccoglie le informazioni riguardanti l'Hockey Roller Club Monza nelle competizioni ufficiali della stagione 2013-2014.

## Maglie e sponsor
| 1ª divisa |

## Organigramma societario
- Presidente: Andrea Brambilla
- Vicepresidente: Franco Girardelli
- Consiglieri:
- Direttore sportivo:
- Segreteria: Andrea Nobili
- Addetto stampa:

## Organico

### Giocatori
| N° | Naz.              | Ruolo | Sportivo            |  |  |  |
| -- | ----------------- | ----- | ------------------- |  |  |  |
|    | Italia (bandiera) | D     | Marcello Besana     |  |  |  |
|    | Italia (bandiera) | D     | Andrea Camporese    |  |  |  |
|    | Italia (bandiera) | A     | Mirco Mariani       |  |  |  |
|    | Italia (bandiera) | A     | Nicola Mastropierro |  |  |  |
|    | Italia (bandiera) | A     | Luca Perego         |  |  |  |
|    | Italia (bandiera) | P     | Giuseppe Piscitelli |  |  |  |
|    | Italia (bandiera) | P     | Riccardo Rossi      |  |  |  |

### Staff
- Allenatore:  Tommaso Colamaria

## Risultati

### Serie B

#### Girone di andata
| Pesaro 16 novembre 2013 1ª giornata | Pesaro | 2 – 11 | HRC Monza | PalaCampanara |

| Biassono 23 novembre 2013 2ª giornata | HRC Monza | 7 – 1 | Rotellistica 93 | PalaRovagnati |

| Agrate Brianza 30 novembre 2013 3ª giornata | Agrate Brianza | 5 – 11 | HRC Monza | Centro Sportivo Santa Caterina |

| Biassono 14 dicembre 2013 4ª giornata | HRC Monza | 11 – 6 | Amatori Lodi (B) | PalaRovagnati |

| Seregno 21 dicembre 2013 5ª giornata | Seregno 2012 | 5 – 5 | HRC Monza | PalaPorada |

| Biassono 1º marzo 2014 6ª giornata | HRC Monza | 1 – 4 | UVP Modena | PalaRovagnati |

| Correggio 11 gennaio 2014 7ª giornata | Correggio (B) | 3 – 9 | HRC Monza | Palasport Dorando Pietri |

| Biassono 18 gennaio 2014 8ª giornata | HRC Monza | 6 – 5 | La Mela | PalaRovagnati |

| Lodi 25 gennaio 2014 9ª giornata | Roller Lodi | 7 – 7 | HRC Monza | PalaCastellotti |

#### Girone di ritorno
| Biassono 1º febbraio 2014 10ª giornata | HRC Monza | 17 – 5 | Pesaro | PalaRovagnati |

| Novara 8 febbraio 2014 11ª giornata | Rotellistica 93 | 2 – 8 | HRC Monza | Palasport Dal Lago |

| Biassono 15 febbraio 2014 12ª giornata | HRC Monza | 11 – 3 | Agrate Brianza | PalaRovagnati |

| Lodi 22 febbraio 2014 13ª giornata | Amatori Lodi (B) | 4 – 13 | HRC Monza | PalaCastellotti |

| Biassono 15 marzo 2014 14ª giornata | HRC Monza | 7 – 3 | Seregno 2012 | PalaRovagnati |

| Mirandola 22 marzo 2014 15ª giornata | UVP Modena | 3 – 3 | HRC Monza | Palazzetto dello sport |

| Biassono 29 marzo 2014 16ª giornata | HRC Monza | 12 – 4 | Correggio (B) | PalaRovagnati |

| Castelnuovo Rangone 5 aprile 2014 17ª giornata | La Mela | 7 – 9 | HRC Monza | Palaroller |

| Biassono 12 marzo 2014 18ª giornata | HRC Monza | 7 – 6 | Roller Lodi | PalaRovagnati |

#### Final Eight
| Pordenone 25 aprile 2014 1ª giornata | HRC Monza | 4 – 5 | Pordenone | PalaMarrone |

| Pordenone 26 aprile 2014 2ª giornata | HRC Monza | 6 – 5 | Siena | PalaMarrone |

| Pordenone 26 aprile 2014 3ª giornata | Bassano (B) | 3 – 3 | HRC Monza | PalaMarrone |

| Pordenone 27 aprile 2014 Finale 5º posto | HRC Monza | 8 – 9 | Real Breganze | PalaMarrone |

## Statistiche

### Statistiche di squadra
| Competizione          | Punti | In casa | In casa | In casa | In casa | In casa | In casa | In trasferta | In trasferta | In trasferta | In trasferta | In trasferta | In trasferta | Totale | Totale | Totale | Totale | Totale | Totale | D.R. |
| Competizione          | Punti | G       | V       | N       | P       | Gf      | Gs      | G            | V            | N            | P            | Gf           | Gs           | G      | V      | N      | P      | Gf     | Gs     | D.R. |
| --------------------- | ----- | ------- | ------- | ------- | ------- | ------- | ------- | ------------ | ------------ | ------------ | ------------ | ------------ | ------------ | ------ | ------ | ------ | ------ | ------ | ------ | ---- |
| Serie B               | 45    | 9       | 8       | 0       | 1       | 79      | 37      | 9            | 6            | 3            | 0            | 76           | 38           | 18     | 14     | 3      | 1      | 155    | 75     | +80  |
| Serie B - Final Eight | -     | 0       | 0       | 0       | 0       | 0       | 0       | 4            | 1            | 1            | 2            | 21           | 20           | 4      | 1      | 1      | 2      | 21     | 20     | +1   |
| Totale                | -     | 9       | 8       | 0       | 1       | 79      | 37      | 13           | 7            | 4            | 2            | 97           | 58           | 22     | 15     | 4      | 3      | 176    | 95     | +81  |